# Historia LGBT en Venezuela
La historia LGBTQIA+ en Venezuela se refiere a la diversidad de prácticas, militancias y valoraciones culturales sobre sexualidad y géneros disidentes que se desplegaron históricamente en el actual territorio venezolano.
En los pueblos precolombinos de Venezuela, algunas tribus aceptaban la homosexualidad, mientras otras la castigaban. Cronistas españoles documentaron prácticas homosexuales en grupos indígenas, pero algunos estudios sugieren que estas descripciones fueron exageradas para justificar la conquista. En algunas comunidades, como los waraos, existían identidades no binarias respetadas por su rol en el chamanismo. En el siglo XVIII, bajo la Capitanía General de Caracas, la represión de la homosexualidad estuvo a cargo de la iglesia y el Tribunal de la Inquisición, y se castigaban las transgresiones sexuales. En el siglo XIX, la homosexualidad consensual no fue penalizada tras la promulgación del Código Penal de 1836. Durante el siglo XX, bajo la dictadura de Juan Vicente Gómez, la represión fue intensa, pero surgieron movimientos LGBT+, como el Grupo Entendido y la Alianza Lambda. Durante el siglo XXI con la presidencia de Hugo Chávez, se intentó incluir la no discriminación por orientación sexual en la Constitución, y aunque se lograron ciertos avances, como el reconocimiento de algunos derechos para parejas homosexuales, el matrimonio no fue legalizado. Durante el mandato de Nicolás Maduro, se propuso la legalización del matrimonio igualitario, y aunque no se discutió, el Tribunal Supremo admitió la demanda en 2016. Además, figuras como Tamara Adrián y Rosmit Mantilla destacaron en la representación política de la comunidad LGBT+, aunque los retos persisten, como los crímenes de odio.
Es un hecho notorio que la homofobia aún está muy arraigada en Venezuela dados los patrones culturales y de educación inculcados por generaciones.

## Pueblos precolombinos
La homosexualidad fue practicada por varios de estos pueblos. Aunque era aceptada por algunos, otros la rechazaban y castigaban. Cronistas españoles mencionaron la existencia de relaciones sexuales entre personas del mismo sexo y como algunas mujeres y hombres tomaban roles del género contrario.
Diversos estudios encontraron la presencia de prácticas homosexuales en las tribus achaguas, bobures, capechos, caribana, caribes, chiricoa, ciparicote, coquibacoa, guahibos, salivas, timotes, waraos, ypuies e itatos.

Los cronistas Francisco López de Gómara y Gonzalo Fernández de Oviedo mencionaron que en la zona costera del país muchos indígenas eran «sodomitas» y que algunos, según López de Gómara, solo le faltaban «tetas y parir» para ser mujeres.Fernández de Oviedo por su parte describió ciertas prácticas como:
«Aquel que sirve de hembra en tal crimen, deja crecer el cabello hasta la mitad de las espaldas, como lo traen las mujeres y no osa tomar arco ni flecha ni otra arma, ni ocupar su persona en cosa alguna en que los hombres la ejercitan. Y no es sola aquesta provincia, donde aqueste maldito vicio se acostumbra en la Tierra Firme.»
De acuerdo a algunos autores, las referencias a prácticas homosexuales, pudieron haber sido exageradas para justificar la conquista.Desde 1503 se permitió la esclavitud de los indígenas que se rebelaran o cometieran crímenes, lo que pudo influir en que se les asociara a estos hechos para facilitar su sometimiento.
Las identidades de género en algunos pueblos indígenas, como los waraos de Venezuela, trascienden el binarismo hombre-mujer y las categorías de heterosexual y homosexual, vinculándose a aspectos rituales y sociales. En los waraos, la identidad transgénero tida-wina, es un ejemplo de personas con anatomía masculina que viven como mujeres, muchas de las cuales se dedicaban al chamanismo. Tradicionalmente, eran esposas secundarias de hombres polígamos. Sin embargo, el contacto con la sociedad criolla y la pandemia de VIH ha llevado a que sean vistos de forma despectiva y asociadas con estereotipos negativos como el de "maricones", lo que ha generado un cambio en cómo son vistas dentro y fuera de sus comunidades.

## SigloXVIII
En la Venezuela del siglo XVIII, la estructura social y administrativa fue consolidada bajo la Capitanía General de Caracas, donde coexistían diversas culturas y etnias. La represión de conductas sexuales transgresoras estuvo mayormente a cargo de la iglesia diocesana y del Tribunal de la Inquisición de Cartagena, que estableció redes de informantes y oficiales para denunciar estas prácticas. Los obispos, especialmente Madroñero y Mariano Martí, llevaron a cabo visitas para fiscalizar y sancionar comportamientos, enfocándose en la moralización de la vida pública y privada. El control social incluía la regulación de la vestimenta y la conducta en público para evitar la confusión de géneros y mantener el orden social, con la comunidad participando activamente en la vigilancia y denuncia de transgresiones.
En 1772, un bando del buen gobierno en Venezuela prohibía que las personas usaran vestimentas no acordes a su sexo, estado o calidad, reflejando una preocupación por evitar la confusión de géneros y mantener la distinción de estamentos sociales a través de la apariencia. Esta norma, que coincidía con las ideas expresadas en el Compendio Moral Salmaticense, buscaba asegurar el control social y moral en una época donde la vigilancia era constante y las delaciones, motivadas por miedo o venganza, eran comunes, especialmente durante momentos de crisis o bajo la influencia de la Inquisición.
Las transgresiones sexuales, especialmente lésbicas, eran raramente documentadas debido a la censura y al enfoque en la moralidad pública. Un caso notable es el de María Josepha Bohórquez y María Concepción Carrasquero, dos mujeres en Maracaibo cuya relación fue denunciada y reprimida por el obispo Mariano Martí en 1774. Este caso resalta la preocupación de Martí por mantener las normas de género y controlar la visibilidad del estatus social a través de la vestimenta y el comportamiento público, en un contexto donde la vigilancia social y las delaciones eran comunes, a fin de reforzar la jerarquía y el orden moral de la época:

María Concepción mulata, esclava de doña María del Carmen Gonzales, soltera de unos veinte años, vive mal con otra muger, su amiga, libre, llamada María Josefa Bohorques. Respecto a que se tiene por cierta la mala amistad entre si de estas dos mugeres, ha mandado este Vicario ponerlas a la carcel y despues desterrarlas. La dicha mulata ya no es esclava.
Mariano Martí, 1774.

La legislación colonial sobre la sodomía o "pecados contra natura", era estricta y permitía a cualquier ciudadano denunciar a los infractores, como lo establecía la ley II del título XXI de la Séptima Partida:

cada uno del pueblo puede acusar á los homes que facen pecado contra natura. Et este acusamiento debe ser fecho delante del judgador del lugar do ficiesen tal yerro.

Este marco legal fue seguido al pie de la letra en Caracas, donde se conservan registros en el Archivo Arquidiocesano, donde se registran varios casos de denuncias por este delito. Entre ellos, destacan las acusaciones de dos jóvenes contra sacerdotes por acoso durante confesiones en 1797. Aunque la gravedad de las acusaciones se incrementaba debido a la posición de los sacerdotes como confesores, no se hallaron pruebas de que los clérigos fueran perseguidos, lo que sugiere que estos casos pudieron haber sido desestimados para evitar el escándalo. Un ejemplo de cómo se trataban estos casos es el de Fray Joaquín de Castilloveytia, cuya acusación de sodomía fue silenciada mediante un decreto de "perpetuo silencio" para proteger la reputación de la orden de San Francisco. A pesar de los esfuerzos por borrar estos eventos, el rumor persistió entre la comunidad, revelando una tensión entre los diferentes grupos sociales, como los "morenos" que lo acusaban y los "mantuanos" que lo defendían.
Otro caso documentado es el de Miguel Antonio Landaeta, quien fue sentenciado al destierro en 1799 por sodomía, aunque la información disponible es escasa. Más detallado es el caso de Joseph Díaz, un soldado acusado en 1765 de sodomía con un joven de 18 años. Según los testimonios, Díaz habría agredido al joven en un bosque cercano a Puerto Cabello. La investigación se prolongó hasta 1767, cuando Díaz fue condenado a servir en el presidio de San Juan de Ulúa sin sueldo ni ración.
Los registros muestran que las relaciones sodomíticas entre adultos y jóvenes eran las que más a menudo llegaban a juicio, aunque las condenas no siempre seguían al pie de la letra la severidad que dictaba la ley.

## SigloXIX

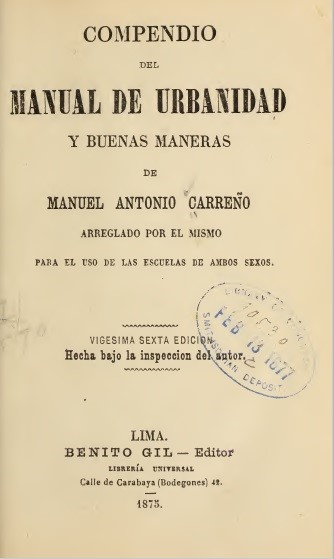
Vigésima sexta edición del Manual de Carreño, de 1875

Desde la promulgación del primer Código Penal de Venezuela en 1836, la actividad sexual consensual entre personas del mismo sexo no ha sido objeto de criminalización penal en el país. Esta legislación inicial estableció un marco jurídico en el que tales actos no estaban penalizados, y hasta la fecha, no se ha introducido ninguna ley que modifique esta situación, lo que ha permitido que la legalidad de estas prácticas se mantenga desde entonces.
Durante el guzmanato (el periodo de gobierno de Antonio Guzmán Blanco), la política sexual y textual del régimen, influyó en las prácticas y hábitos sociales, especialmente entre los hombres. El gobierno, al igual que otras autoridades de la época, promovió un modelo de nación basado en la monogamia, la heterosexualidad, la blancura y el patriarcado. Este modelo tenía como objetivo formar una nación capitalista, ordenada y metódica, donde los hombres fueran los principales depositarios de la autoridad simbólica, política y económica.
Un manual emblemático de esta formación fue el Manual de Carreño, un texto de urbanidad que dictaba normas de comportamiento para adultos y niños, y que servía para reforzar los valores de una sociedad estrictamente controlada en términos morales y sexuales. Este manual es un ejemplo sobre el control de los cuerpos y las conductas a través de reglas de comportamiento social, perpetuando la idea de un "hombre ideal" que debía alinearse con los valores de la naciente república.
Paralelamente, a pesar de estos intentos de control social, los relatos de viajeros europeos (ingleses y alemanes) que visitaron Venezuela durante la segunda mitad del siglo XIX describen una realidad más compleja. Estos viajeros no sólo notaron el exotismo de las tierras americanas, sino también la sensualidad y la provocación de los cuerpos, tanto de mujeres como de hombres. Sus escritos sugieren que la disciplina y la racionalidad que guiaban sus expediciones científicas se veían desafiadas por un deseo colonialista, que buscaba apropiarse de culturas y cuerpos ajenos.

## SigloXX
Entre 1908 y 1935 se registran políticas represivas en Venezuela contra las personas homosexuales y consideradas afeminadas, bajo la dictadura de Juan Vicente Gómez. Un decreto de este régimen ordenaba el confinamiento de estas personas en la Colonia Correccional de la Isla del Burro, ubicada en el lago de Valencia, Carabobo. La dictadura de Gómez se caracterizaba por un rígido control social, y el general solía emplear la frase: «Mire mijo, usted como que se escapó de Valencia» para reprochar a quienes no cumplían con sus expectativas de masculinidad. Esta actitud también originó la expresión «Valencia la ciudad de las naranjas dulces y los hombres complacientes», un dicho que persiste hasta el presente y se ha tomado como una actiud prejuiciosa para con los nativos de la capital carabobeña.

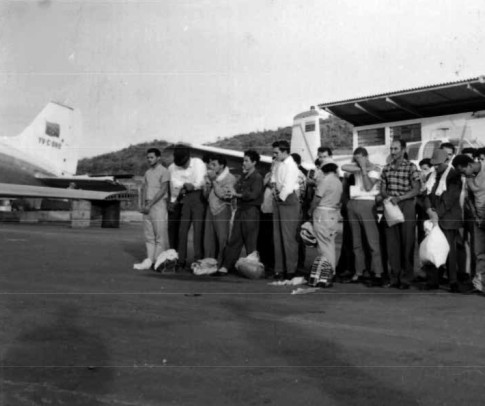
Detenidos bajo la Ley de Vagos y Maleantes, fueron trasladados y recluidos en la Colonia Penal de El Dorado, hacia 1965

En 1923, se produjo un asesinato que marcó un precedente inquietante: Juan Crisóstomo Gómez, vicepresidente de la república y hermano de Juan Vicente Gómez, fue apuñalado 27 veces. Este crimen, según diversas versiones, podría ser el primer homicidio relacionado con la homosexualidad registrado en la historia de Venezuela.
En 1939, se promulgó la Ley de Vagos y Maleantes, que, aunque no criminalizaba explícitamente la homosexualidad, permitía la detención y reeducación de personas consideradas potenciales delincuentes. Inspirada en normativas similares de España y Argentina, esta ley abría la puerta a la persecución y control de grupos marginalizados.
La reforma de esta ley en 1957 continuó con la estigmatización y criminalización de los considerados "peligrosos", incluyendo desempleados, personas que deambulaban por la calle, y ociosos, extendiendo su aplicación a trabajadores sexuales, inmigrantes, jóvenes, homosexuales y travestis. Así, las políticas represivas de la época contribuyeron a la construcción de una narrativa de control y exclusión basada en la apariencia física, el origen social, económico y cultural.
En 1960, la actriz Karla Luzbel se convierte en una de las primeras figuras públicas venezolanas en someterse a una cirugía de afirmación de género. Posteriormente, Luzbel alcanzó el reconocimiento como actriz recurrente en las telenovelas de Radio Caracas Televisión durante las décadas de 1970 y 1980. A fines de la década de 1960, a pesar de la persecución y represión que enfrentaba la población homosexual y transformista en Caracas, comenzó a surgir una subcultura gay en el este de la ciudad. Esta subcultura se desarrolló en bares, discotecas y saunas, así como en espacios públicos, aunque estos lugares eran frecuentemente allanados y hostigados por la policía. El travestismo, en particular, fue relegado a cabarets como el Todo París, que se convirtió en un refugio para quienes eran excluidos socialmente, ofreciendo un espacio clandestino para la expresión y subsistencia en medio de la hostilidad prevalente.
En la década de 1970 hubo un impulso significativo en la consolidación de movimientos LGBT como efecto del intercambio cultural entre las poblaciones LGBT venezolanas y extranjeras que tuvo lugar a raíz del boom petrolero. En estos años apareció el primer bar LGBT en la historia del país, llamado Annex y ubicado en el sector de Sabana Grande.
A pesar de la consolidación de estos movimientos, en la década de 1970 se mantuvieron las detenciones arbitrarias en contra de las personas sexo diversas y en algunos medios eran presentados como pederastas y anormales. Además, se volvieron comunes las bromas y estereotipos en algunos sectores de la prensa y el arte.
En 1976 se produjo una de las primeras manifestaciones de la comunidad sexo diversa en el país. Mientras el músico Simón Díaz promocionaba uno de sus discos en una emisora, un grupo de personas se presentó a protestar por el contenido de las canciones de Las Gaitas de las Locas por considerarlo ofensivo.
Las luchas reivindicativas de las personas homosexuales se materializaron con la aparición en 1980 de la revista Entendido, primera publicación venezolana enfocada en temáticas de la diversidad sexual. Los creadores de la revista fundaron en 1982 el Grupo Entendido para articular su activismo a favor de los derechos LGBT. Como medio de publicación, una de sus principales funciones fue exponer la represión que la comunidad homosexual caraqueña padeció a manos de la Policía Metropolitana (PM), que implementaba tácticas degradantes e intimidatorias y que enfrentó discriminación por parte de los prefectos de Caracas, quienes afirmaban la disposición del Ejecutivo de «mandar al Dorado a los homosexuales» y aplicarles la Ley de Vagos y Maleantes bajo la categoría de "antisociales".
En la década de 1980 comenzaron a reportarse los primeros casos de sida. Esto provocó desde los medios un tratamiento discriminatorio y al comienzo de la enfermedad se dieron algunos casos de detenciones arbitrarias de personas sospechas de portar la enfermedad. Ante la discriminación y los altos costos de los medicamentos se creó en 1987 la organización Acción Ciudadana Contra el Sida (ACCSI) para prestar apoyo y presionar al gobierno para que adquiriera los medicamentos. En 1990 se introdujo un recurso donde se denunció la violación de los derechos de un trabajador con sida por parte de la empresa CANTV. Logrando obligar a la compañía a reincorporar al trabajador y evitar realizar pruebas médicas sin autorización. En 1997 se prohibió despedir a los trabajadores por su orientación sexual en la Ley del Trabajo.
En 1993 nació el Movimiento Ambiente de Venezuela el cual realizó una importante labor reivindicativa; su fundador, Oswaldo Reyes, se postuló como el primer candidato abiertamente gay a la Asamblea Constituyente de 1999. El 6 de agosto de 1995, liderado por el pastor Oswaldo Valdés, nace el primer grupo religioso inclusivo dentro del Movimiento Ambiente de Venezuela (MAV): "Hermanos Cristianos", donde se reunían alrededor de 50 personas de la diversidad sexual. Dicho grupo es antecesor y fundador de la Iglesia de la Comunidad Metropolitana refundada en el año 2000 por Oswaldo Valdés, Giselo Romero, Tito José Salas Becerra y César Sequera Núñez.
En 1998 se fundó la Alianza Lambda de Venezuela, la cual obtiene su personalidad jurídica en el año 2000, convirtiéndose en la primera organización de derechos gais en Venezuela, y realiza campañas de visibilidad, jornadas de prevención en salud dirigida a la población de hombres que tienen sexo con hombres, lo cual ha contribuido a la apertura que se requiere en dichos espacios de opinión públicos para el abordaje de la homosexualidad bajo una óptica más respetuosa y objetiva. Los fundadores de esta organización fueron Jesús Medina, Ybis Infante, José Odober, Oney Clavijo, Tito Salas, Estrella Cerezo y César Sequera.

## SigloXXI

### Presidencia de Hugo Chávez (1999-2013)
Durante el proceso Constituyente de 1999 se propuso elevar la no discriminación por orientación sexual a rango constitucional, al mismo nivel que los problemas de raza, religión u otra característica. Sin embargo, en la nueva constitución la no discriminación por orientación sexual e identidad de género fue excluida por presiones de grupos religiosos, en especial de la Iglesia católica.
En noviembre de 2000 es creada la organización Unión Afirmativa de Venezuela (UNAF) por Jesús Ravelo, José Ramón Merentes, Richard Martínez, entre otros, con el objeto de dar a conocer en Venezuela los estándares internacionales de protección de los derechos humanos de personas homosexuales, bisexuales y transgénero, y lograr el reconocimiento jurídico y social de estos derechos.
Desde el año 2001, por iniciativa de diferentes organizaciones de la sociedad civil se comienza a realizar el "Mes del Orgullo Gay de Caracas", evento multitudinario que consiste en actividades culturales, deportivas, recreativas, educativas y reivindicativas de calle, en el que se incluyó la primera Marcha del Orgullo LGBT de Caracas, llamada originalmente Orgullo Gay. En 2002 la Alianza Lambda sigue realizando dicha actividad, a las que acuden más de 20.000 personas. En ese mismo año se creó el Movimiento Gay Revolucionario de Venezuela, con Heisler Vaamonde a la cabeza, con la intención de darle al movimiento LGBT venezolano una dirección política orientada a apoyar al gobierno de Hugo Chávez.
En el 2004, con Juan Barreto como alcalde del Distrito Metropolitano de Caracas, nace la Coordinación para el Desarrollo de las Personas LGBT, fundada por Heisler Vaamonde, con el objetivo de procurar en la ciudad capital, mayores y mejores niveles de calidad de vida y el reconocimiento a los derechos fundamentales de las personas LGBT. En el 2005, atendiendo el llamado de la Asociación Internacional de Gais y Lesbianas (ILGA), se celebra por primera vez el 17 de mayo el Día Internacional de la lucha contra la Homofobia.
El 14 de julio de 2006 se registró por primera vez la unión legal de una pareja del mismo sexo en Venezuela, que tuvo lugar en la embajada del Reino Unido de Caracas y fue de carácter binacional, entre un ciudadano venezolano y uno inglés, amparados en la ley británica y el principio de extraterritorialidad.
En Venezuela, en el 2008, en respuesta a una solicitud de interpretación de varios artículos de la Constitución introducida por Unión Afirmativa de Venezuela, el Tribunal Supremo de Justicia decidió que si bien las parejas homosexuales tenían todos los derechos, tanto civiles y políticos, como económicos, sociales y culturales, la constitución no les reconocía protección especial equiparable al matrimonio o concubinato entre un hombre y una mujer, considerando que no se les puede privar de los derechos económicos y sociales, ya que hacerlo sería considerado discriminatorio y un trato de inequidad ante la ley. Sin embargo, continúa la decisión, es la Asamblea Nacional la que puede emitir legislación que reconozca y proteja estos derechos en parejas homosexuales.
En agosto de 20007 nace Venezuela Diversa es una organización no gubernamental fundada en Caracas por el trabajador social Yonatan Matheus, con el objetivo de promover y defender los derechos humanos de las personas lesbianas, gais, bisexuales, trans e intersexuales (LGBTI) en Venezuela, con énfasis en los Derechos Económicos, Sociales, Culturales y Ambientales (DESCA). La iniciativa surgió como una respuesta a experiencias personales de discriminación vividas por su fundador, así como a la necesidad de generar espacios de inclusión y defensa para la comunidad LGBTI en el país. En sus inicios, la organización contó con el apoyo de activistas como Jhosuelyn Abache, Rafael Domenech, Erick Eduardo González Guevara y Wilmer Matos. Su visión trascendía los temas tradicionales de la agenda LGBTI, como el matrimonio igualitario o las marchas del orgullo, enfocándose también en la lucha contra diversas formas de violencia, exclusión social y persecución motivadas por la orientación sexual y la identidad de género. 
El proceso de formalización legal enfrentó obstáculos, ya que las autoridades inicialmente rechazaron su registro como organización. Con el respaldo legal del abogado Francisco Montero, miembro del programa de exigibilidad de DESCA del Programa Venezolano de Educación-Acción en Derechos Humanos (PROVEA), la asociación logró su reconocimiento legal en junio de 2008 tras una batalla judicial de diez meses. Desde entonces, Venezuela Diversa ha implementado programas de prevención del VIH e infecciones de transmisión sexual, campañas de sensibilización, formación en derechos humanos, e incidencia ante instituciones del Estado venezolano para garantizar el acceso igualitario a salud, justicia y protección frente a abusos. La organización impulsó iniciativas como la declaración del 17 de mayo como Día Nacional contra la Homofobia, Transfobia y Bifobia, y denunció reiteradamente prácticas discriminatorias de cuerpos policiales. 
Una de sus principales áreas de acción fue la visibilización y acompañamiento a la comunidad transgénero, especialmente trabajadoras sexuales en zonas como la avenida Libertador, Solano y Casanova en Caracas. El equipo de voluntarios realizaba intervenciones nocturnas con entrega de insumos preventivos, información legal, y documentación de abusos, crímenes de odio y violencia institucional. Las denuncias públicas de la organización generaron represalias, amenazas y campañas de descrédito contra Matheus y su equipo, impulsadas por funcionarios vinculados al oficialismo. Esta situación provocó que, desde 2015, varios de sus directivos se vieran forzados a salir del país y solicitar asilo político en naciones como Chile, España y Estados Unidos, debido a la persecución política y los riesgos a su integridad.
En el 2008 el Movimiento Gay Revolucionario de Venezuela se disuelve, trascendiendo al Bloque Socialista Unido de Liberación Homosexual, alineado con el recién creado Partido Socialista Unido de Venezuela (PSUV). El Bloque Socialista Unido de Liberación Homosexual (antes Movimiento Gay Revolucionario de Venezuela) asume la representación de la "agenda socio-política del colectivo LGBT" ante las instancias gubernamentales. Con el reconocimiento del PSUV y el apoyo del Poder Ejecutivo (ministerios e instituciones públicas adscritas), asume la organización y ejecución de la Marcha Nacional del Orgullo LGBT (antes gay).
En el 2009 se creó la Red de Lesbianas, Gais, Bisexuales, Trans e Intersexuales de Venezuela compuesta por A.C Transvenus de Venezuela, Colectivo Lesbianas y Ya, Unión Afirmativa de Venezuela A.C, Colectivo Tertulias de la Diversidad Sexual, Fundación Huellas de Venezuela, A.C Alianza Lambda de Venezuela, Diverlex A.C, Colectivo Venezolano Hombres y Mujeres Homosexuales, Venezuela Diversa A.C y la Iglesia de la Comunidad Metropolitana Cristo Redentor, un grupo de organizaciones no gubernamentales, movimientos sociales y colectivos sin fines de lucro que luego de varios años de trabajo en diferentes temas de interés relacionados con la sexo-diversidad y los Derechos Humanos decide organizarse en red. El 22 de marzo de 2009 la diputada Romelia Matute presentó la propuesta de la Ley Orgánica para la Equidad e Igualdad de Género, la cual establecía en su artículo 8, las asociaciones de convivencia constituidas entre dos personas del mismo sexo. Sin embargo dicho artículo fue eliminado por la Comisión de Familia de la Asamblea Nacional luego de la primera discusión. En agosto del 2009, se conformó el colectivo Alianza sexo-género diversa revolucionaria (ASGDRe), jóvenes de izquierda que realizan desde entonces trabajo de formación con las comunidades organizadas y otros colectivos y movimientos sociales, ésta organización se encarga de establecer vínculos y trabajos conjuntos con frentes campesinos, afrodescendientes, feministas, obreros y otras luchas desde la izquierda.
En 2011, el Consejo municipal del municipio El Hatillo y el Cabildo Metropolitano de Caracas decretan el 17 de mayo como el Día Municipal contra la homo-lesbo-trans-fobia.
En 2011 el sub coordinador Elías Eljuri del Censo Nacional de Vivienda y Población dio a conocer que en Venezuela existían entre 4.000 y 6.000 parejas del mismo sexo jefes de familia. El censo nacional se realiza en Venezuela desde 1873, ese año fue la primera vez que se tomó en cuenta a las parejas homosexuales. Hasta el censo del año 2001, existía una regla que anulaba el registro de aquellos hogares donde los jefes de familia declararan ser del mismo sexo.

### Presidencia de Nicolás Maduro (2013-)
En 2013 el municipio Sucre decreta el 17 de mayo como Día Municipal contra la homo-lesbo-trans-fobia, propuesta por las comunidades con motivo de la conmemoración del Día Internacional contra la Homo-lesbo-Transfobia.

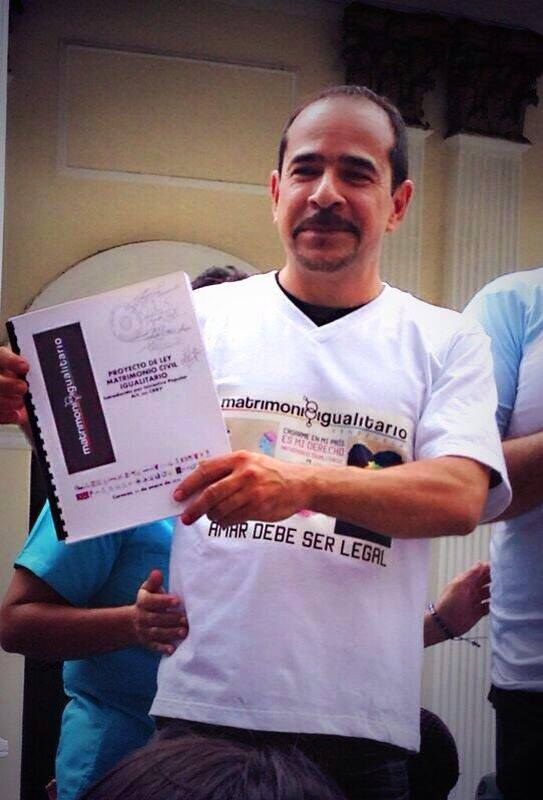
Permattei en la entrega de proyecto de ley Matrimonio Civil Igualitario ante la Asamblea Nacional 2014.

El 31 de enero de 2014 la Asociación Civil Venezuela Igualitaria, presidida por Giovanni Piermattei junto a otras 47 organizaciones, consignaron ante la Asamblea Nacional un proyecto de reforma parcial del Código Civil venezolano que contempla la extensión de ejercer el derecho humano al matrimonio a las parejas del mismo sexo, dicho proyecto estuvo soportado por más de 20 mil firmas, de ciudadanos electores, recolectadas en todo el territorio nacional. El proyecto de Ley de Matrimonio Civil Igualitario, que plantea la mencionada reforma, contó con la asesoría jurídica y redacción de los abogados José Simons y Marcel López, éste incorporó una novedad no prevista en otros proyectos análogos en América Latina, con el establecimiento de principios y garantías contra la discriminación homofóbica. La reforma se fundamenta en la modificación del art. 44 del Código Civil.
Los diputados de la Asamblea Nacional que recibieron el proyecto aseguraron que esa institución "está comprometida con la lucha contra todas las formas de discriminación, entre ellas la relacionada con la orientación sexual y expresión de género." Elvis Amoroso, presidente de la Comisión de Política Interior de la AN, que encabezó la comisión que atendió a los solicitantes, dijo que no podía asegurar que la discusión del proyecto comenzara en 2014, pues ello era decisión de la junta directiva de la Asamblea Nacional. Explicó que lo primero que harían será verificar la validez de las firmas y adelantó la posibilidad de que el proyecto fuera evaluado por una comisión mixta, integrada por diputados de Política Interior y de Familia. Sin embargo, el proyecto de ley nunca entró en debate.
El 26 de marzo de 2014, el Consejo Legislativo del Estado Bolívar promulga el Acuerdo 003-2014 en Gaceta Oficial N° 1420, mediante el cual "se rechaza todo tipo de acto o manifestación represiva y discriminatoria que vulnere o menoscabe la personalidad e identidad de las personas sexo-diversas, en los diferentes municipios y comunidades en todo el territorio del estado Bolívar" y se declara el 17 de mayo como el Día Estadal contra la homo-transfobia, la Asociación Civil Orgullo Guayana fue pilar en la reclamación del estamento legal.
El 29 de enero de 2015 la organización Venezuela Igualitaria introdujo un recurso ante el Tribunal Supremo de Justicia solicitando la nulidad parcial del artículo 44 del código civil venezolano que establece que "el matrimonio no puede contraerse sino entre un solo hombre y una sola mujer", alegando que dicho artículo es discriminatorio y contradice los principios de igualdad y no discriminación establecidos en la Constitución y afirmados por la Sala Constitucional en 2008.
El 17 de marzo de 2015 la Comisión Interamericana de Derechos Humanos (CIDH) realizó la primera audiencia exclusiva para revisar la situación del colectivo de Lesbianas, Gais, Bisexuales, Transexuales e Intersexuales (Lgbti) de Venezuela. En esta la red LGTBI de Venezuela hizo énfasis en tres problemas puntuales que sufre la comunidad en el país: a)falta de protección legal a familias homoparentales; b)los crímenes de odio, que no suelen ser investigados; c)el discurso homofóbico del estado venezolano. María Alejandra Díaz, miembro de la delegación de Venezuela ante la CIDH y miembro del PSUV fue la elegida por Venezuela para su defensa, ésta tomó el "tema cultural" como su principal alegato contra las acotaciones echas por la red LGTBI, "El tema es un tema cultural, y un tema cultural no se resuelve en 10 años, en 15 años… Y no es una excusa, es una realidad”. “Tenemos mucho que aprender”, “Esta población debe visibilizarse y se le debe dar todos sus derechos” y “Nos falta mucho camino por recorrer” son algunas de las palabras que dijera Díaz en respuesta a las solicitudes hechas por la red. En cuanto al matrimonio, Díaz aseguró que “La Constitución dice que el matrimonio es entre un hombre y una mujer… Suena duro, pero esta es la Constitución”, asegurando que existe un “conflicto de intereses” entre el artículo 21 (que prohíbe todo tipo de discriminación) y el 77 (que reglamenta el matrimonio heterosexual) de la Constitución de Venezuela, visualizando cómo el estado irreconoce nuevamente la interpretación de la Sala Constitucional del Tribunal Supremo de Justicia en 2008 que establece que el artículo 77 no prohíbe el matrimonio entre personas del mismo sexo. Con relación a los crímenes de odio, Díaz reconoció que la mayoría de los victimarios han sido efectivos de la seguridad del estado, seguidos por funcionarios de centros educativos y de salud; mencionó la inclusión de la perspectiva de identidad de género y diversidad sexual en los programas de formación de los funcionarios policiales en la Universidad Nacional Experimental de la Seguridad (Unes). Con relación a la denuncia del discurso homofóbico del estado venezolano, Díaz guardó silencio.
Durante las elecciones parlamentarias de Venezuela de 2015, Tamara Adrián y Rosmit Mantilla fueron elegidos diputados suplentes bajo el auspicio del partido Voluntad Popular, lo que los convirtió en la primera persona transgénero y la primera persona abiertamente homosexual, respectivamente, en alcanzar dicho cargo en la historia de Venezuela.
Luego de un año y tres meses de espera, la Sala Constitucional del Tribunal Supremo de Justicia (TSJ) admitió el 28 de abril de 2016, la demanda de nulidad por inconstitucional del artículo 44 del Código Civil, que introdujo la Asociación Civil Venezuela Igualitaria, el pasado 29 de enero de 2015, contra el único apartado que prohíbe en Venezuela el matrimonio civil entre personas del mismo sexo, abriendo la posibilidad de que el máximo tribunal sentencie a favor o en contra.

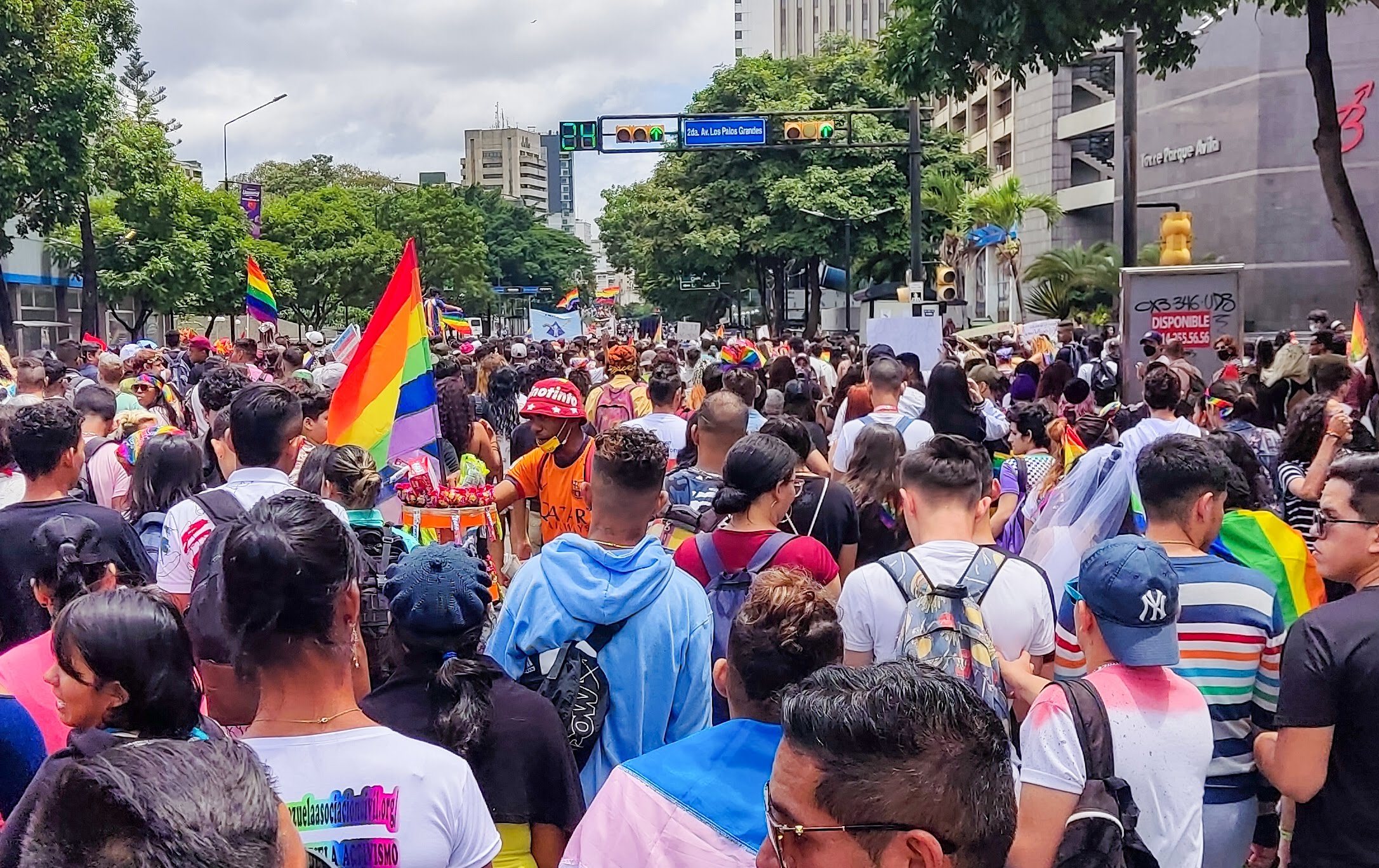
Marcha del Orgullo LGBTIQ+ en Caracas, en 2022

El 15 de diciembre de 2016 el Tribunal Supremo de Justicia dictó una sentencia en la que establece que en los casos de reproducción asistida donde la madre gestacional es una mujer distinta a la biológica, el niño o la niña, tiene el derecho de estar inscrito con los apellidos de sus progenitoras, resolviendo con relación a un caso donde una de las madres había sido asesinada, la activista Giniveth Soto, dejando a su hijo y a su pareja desprotegidos en un vacío legal por la falta de legislación al respecto en Venezuela. Además en la misma sentencia se interpretó el artículo 75 de la Constitución, el cual define ampliamente a la familia como la asociación natural de la sociedad y como el espacio fundamental para el desarrollo integral de las personas, determinando que la jefatura de las familias pueden ejercerlas las parejas homosexuales, y por ende el Estado brindará protección sin distinción a la forma de conformación de la familia, incluyendo a los niños, niñas y adolescentes nacidos en familias homoparentales, gozando de todos los derechos y garantías consagradas a favor de las personas en el ordenamiento jurídico al igual que cualquier otro niño.